# Neradziotisa (stacja metra)
Neradziotisa (gr: Νερατζιώτισσα) – stacja metra ateńskiego na linii 1 (zielonej). Została otwarta 6 sierpnia 2004. Znajduje się na terenie miasta Amarusi. Jest stacją węzłową, umożliwiająca przesiadkę na pociąg kolei podmiejskiej Kiato – Lotnisko.